# Kazimierz Jan Zaranek Horbowski
Kazimierz Jan Zaranek Horbowski herbu Korczak (zm. 18 stycznia 1730 roku) – marszałek Trybunału Głównego Wielkiego Księstwa Litewskiego w 1725 roku, starosta generalny żmudzki w latach 1710–1730, strażnik wielki Wielkiego Księstwa Litewskiego w 1703 roku, ciwun ejragolski w latach 1694–1705, ciwun Dyrwian Małych w 1692 roku, chorąży żmudzki w latach 1690–1712, ciwun birżyniański od 1690 roku, stolnik brzeskolitewski w 1683 roku, konsyliarz Księstwa Żmudzkiego w konfederacji sandomierskiej 1704 roku.
Poseł sejmiku żmudzkiego na sejm 1695 roku.
Był elektorem Augusta II Mocnego z Księstwa Żmudzkiego w 1697 roku. Poseł żmudzki na sejm koronacyjny 1697 roku. Był członkiem konfederacji olkienickiej w 1700 roku. Poseł na sejm 1701 roku i sejm z limity 1701-1702 roku z Księstwa Żmudzkiego. W styczniu 1702 roku podpisał akt pacyfikacji Wielkiego Księstwa Litewskiego.